# 愛媛県立今治北高等学校
愛媛県立今治北高等学校（えひめけんりついまばりきたこうとうがっこう）は、愛媛県今治市にある公立高等学校。通称、「今北」（いまきた）。

## 概要
1899年に今治高等女学校として設立された。現在は男女共学。普通科、商業科、情報ビジネス科が設置されている。大三島には大三島分校がある。

## 沿革
- 1899年 - 今治町立今治高等女学校として創立。
- 1901年 - 県立に移管。
- 1948年 - 学制再編により愛媛県立今治第二高等学校として発足。
- 1949年 - 高校再編成により愛媛県立今治北高等学校として開校。
- 2005年 - 愛媛県立大三島高等学校が愛媛県立今治北高等学校大三島分校となる。
- 2006年 - 第78回選抜高等学校野球大会に野球部が出場。

## 校歌
- 1955年制定。作詞：佐藤春夫、作曲：信時潔[1]。

## 学校行事
- 9月 - 運動会
- 10月 - 北桜祭（文化祭）

## 部活動
| - 運動部 - ボート部 - 柔道部 - 剣道部 - 弓道部 - ダンス部 - 空手道部 - 野球部 - サッカー部 - 水泳部 - 陸上競技部 - バスケットボール部 - ハンドボール部 - バレーボール部 - バドミントン部 - テニス部 - ソフトテニス部 - 卓球部 | - 文化部 - 理科部 - 美術部 - 電卓部 - 茶道部 - 国際交流部 - コンピュータ部 - 華道部 - ワープロ部 - 写真部 - 珠算部 - 郷土研究部 - 商業研究部 - 放送部 - 文芸部 - クッキング部 - 書道部 - 吹奏楽部 - 簿記部 - 箏部 |

## 同窓会
- 北桜会

## グループ
- グループマッチと運動会では4つのグループに分かれる。赤帝（赤）・青龍（青）・黄鵠（黄）・紫電（紫）である。

## 出身者
- 伊藤大海 - 日本テレビ放送網アナウンサー
- 伊吹友里 - 演歌歌手（中退）
- 空山基 - イラストレーター
- 西原圭大 - 元プロ野球選手（広島東洋カープ）
- 藤原武平太 - 元情報処理推進機構理事長、駐ブルガリア大使、通産省中部通産局長
- 真木和 - 元陸上競技（長距離走・マラソン）五輪代表選手
- 美甘子 - 歴史アイドル
- 山口尭二 - 国語学者、大阪大学名誉教授
- 越智志帆-Superfly

## 周辺
- 真泉会今治第一病院
- 済生会第二病院
- 順天会放射線第一病院
- 今治明徳高等学校本校

## アクセス
- JR予讃線今治駅から約550メートル